# Jean-Pierre Pescatore
Pour les articles homonymes, voir Pescatore.
Jean-Pierre Pescatore est un philanthrope et homme d'affaires d'origine luxembourgeoise, naturalisé français, né le 11 mars 1793 à Luxembourg et mort le 9 décembre 1855 à Paris.

## Biographie
Jean-Pierre Pescatore descend d'une famille de négociants de denrées coloniales d'origine tessinoise. Sa famille s'établit dans le duché de Luxembourg en 1736. Tout au long des XIXe et XXe siècles, la famille Pescatore a fait partie des personnalités les plus en vue du Grand-Duché. Jean-Pierre Pescatore est le représentant parfait du bourgeois conquérant de la première moitié du XIXe siècle. Comme son père et son grand-père, il a été un entrepreneur aux activités multiples, alliant un sens poussé des affaires, combiné à un goût du risque calculé.
Jean-Pierre Pescatore est né à Luxembourg le 11 mars 1793 ; il est le fils de Dominique Pescatore, bourgeois-marchand de cette ville, et de Marie-Madelaine Geschwind. Peu après la France annexe la rive gauche du Rhin et par conséquent le Luxembourg devient un département Français. Âgé de 18 ans, Jean-Pierre Pescatore est enrôlé en 1811 dans les armées napoléoniennes et après diverses campagnes militaires, il retourne au Luxembourg en février 1814 avec le grade de maréchal des logis-chef. Alors que le Congrès de Vienne fait du Luxembourg un grand-duché, possession du roi des Pays-Bas, le jeune Jean-Pierre entre progressivement dans le monde des affaires et fait commerce du tabac comme son grand-père et son père. En 1816, il se marie avec Marguerite Beving, mais celle-ci mourra de maladie et sans descendance en 1821.
En 1817, il réussit une belle affaire en obtenant de la Régie française des Tabacs un contrat de longue durée pour la livraison de tabacs de la Havane. Ce contrat est à l'origine de son importante fortune. Ses relations suivies avec la Régie, puis l'annexion de la partie wallonne du Luxembourg à la Belgique en 1839 (à la suite de l'indépendance de celle-ci) et l'entrée du Luxembourg dans le Zollverein (union douanière allemande) en 1842 furent préjudiciables à ses affaires grand-ducales.
En 1839, il engage comme femme de charge (attachée au service de sa maison), une personne d'origine suisse, nommée Anne Catherine Weber qui deviendra sa compagne. Quant à ses affaires parisiennes, elles prennent parallèlement un développement considérable. À côté du tabac, il se mêle, avec succès, de finances et monte une banque privée (la J-P Pescatore et Cie) avec un autrichien, Frédéric Grieninger. Il s'installe en 1839 dans un hôtel particulier, au 11 rue Saint-Georges à Paris, qu'il a acheté à Émile de Girardin et à sa femme Delphine Gay. Le 11 août 1844, il achète le château de la Celle à La Celle-Saint-Cloud aux héritiers Morel de Vindé et se fait naturaliser français en 1846. Il complète ses acquisitions par un domaine viticole, le Château Giscours, en Médoc, puis par le no 13 de la rue Saint-Georges qui devient son adresse officielle.
Jean-Pierre Pescatore développe différentes passions qui le conduisent à collectionner les œuvres d'art, les plantes rares et à s'intéresser à l'élevage de chevaux. Il acquiert des tableaux et dessins de provenance prestigieuse (galeries du Roi des Pays-Bas et de Louis-Philippe Ier). Il rassemble plus de 800 espèces de végétaux, notamment pour la première fois en France, des orchidées. J.-P. Pescatore aménage son château cellois pour accueillir ses végétaux les plus fragiles (construction d'une orangerie et de trois serres). Il devient président de la société d'horticulture de Seine-et-Oise et de la Société de flore de Versailles. Il est décoré de la Légion d'honneur. A la faveur du Second Empire, en 1852, il devient maire de La Celle Saint-Cloud et le restera jusqu'à sa mort mais il est aussi nommé consul général des Pays-Bas. Passionné de chevaux et plus particulièrement de chevaux de course, il crée un haras à La Celle Saint-Cloud et importe des chevaux en provenance d'Angleterre. En 1855, il fait construire au sein de son château Cellois, le plus grand manège privé de France, en utilisant les toutes nouvelles méthodes de construction avec des poutrelles en fer.
Il meurt le 9 décembre 1855 en son domicile parisien et est enterré à La Celle-Saint-Cloud. Il laisse une fortune considérable de plus de 5 millions de francs-or. Sans succession directe, son héritage fait l'objet d'un procès retentissant opposant sa compagne, dont le mariage civil ne fut pas reconnu, à ses autres héritiers.
Finalement son château de La Celle revient à sa nièce Élisabeth (Lily) Dutreux-Pescatore, avec usufruit et jouissance à vie au profit de Mme Weber. Deux legs importants reviennent à sa ville natale de Luxembourg ; le premier, au bénéfice d'une fondation et d'une maison de retraite bâtie en  pierre de Jaumont toujours en activité de nos jours et qui porte son nom ; le deuxième, constitué de sa collection de tableaux et autres œuvres artistiques, qui est à l'origine d'un musée d'art éponyme (Villa Vauban, 18 avenue Émile-Reuter à Luxembourg-Ville). Les héritiers Pescatore-Dutreux garderont le château de la Celle Saint-Cloud jusqu'en 1951.
Un timbre édité en 2005 par la poste luxembourgeoise commémore son action philanthropique au profit du Grand-Duché. Deux rues portent son nom, une à La Celle Saint-Cloud qui longe l'est du parc du château dont il a été le propriétaire et l'autre à Luxembourg.